# Mindre präriehöna
Mindre präriehöna (Tympanuchus pallidicinctus) är en hotad nordamerikansk hönsfågel i familjen fasanfåglar.

## Utseende och läten
Mindre präriehöna är en knubbig, brunbandad hönsfågel med en kroppslängd på 40 cm. Gula hudflikar formar ögonbryn. Dessa blåses upp under spelet, då hanen även reser de förlängda halsfjädrarna och exponerar uppblåsta purpurröda strupsäckar. Större präriehöna är lik men är som namnet avslöjar större, men också mörkare och har istället gula strupsäckar. Spellätet skiljer sig också, ett ljust bubblande ljud snarare än större präriehönans hoande.

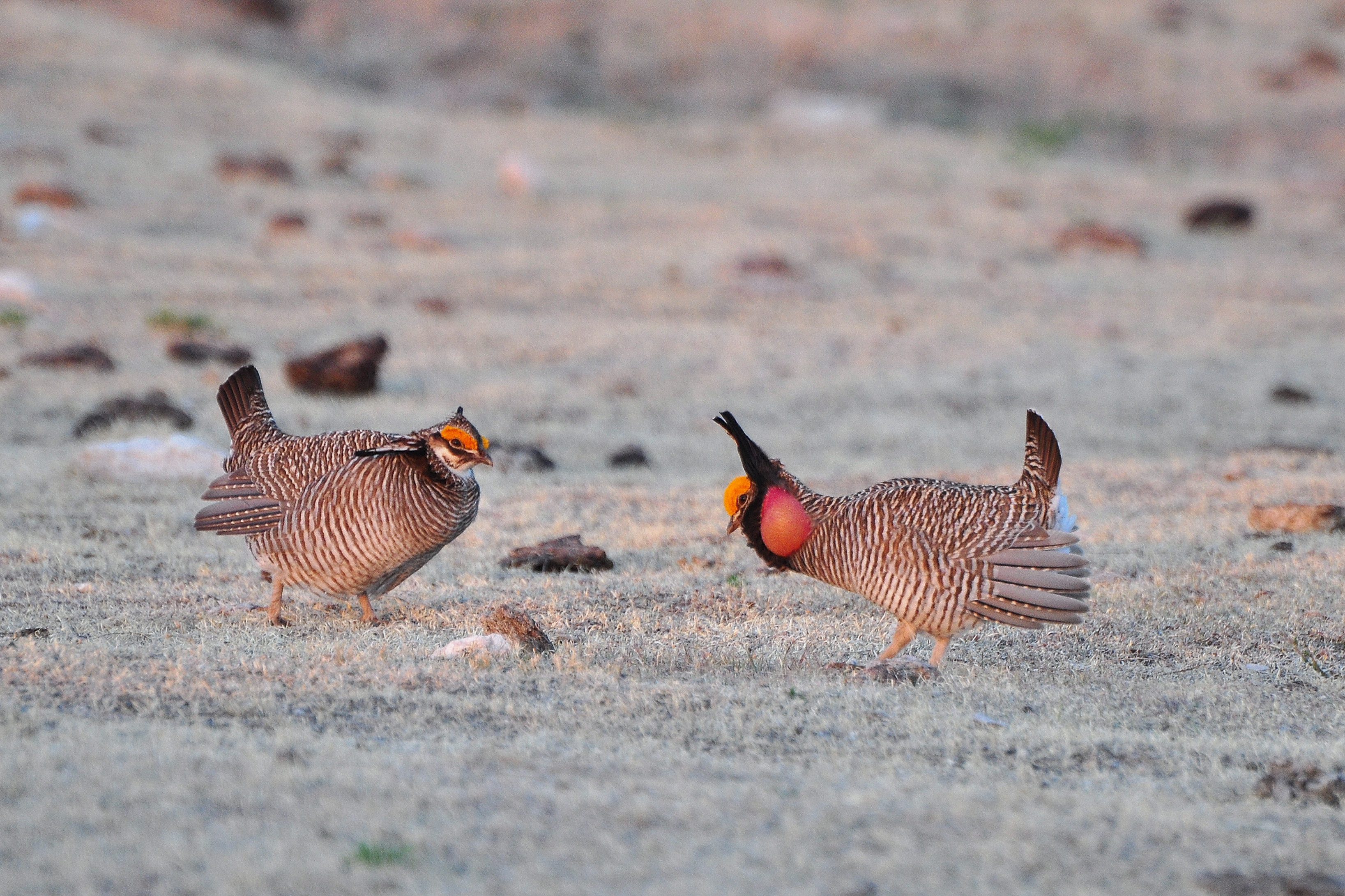

## Utbredning och systematik
Arten förekommer enbart i arida gräsmarker i sydcentrala USA, i västcentrala och sydvästra Kansas, sydöstra Colorado, Oklahoma Panhandle, sydvästra Texas Panhandle samt östra New Mexiko. Historiskt har den också möjligen förekommit i södra Nebraska.
De tre arterna präriehöns i Tympanuchus står mycket nära varandra genetiskt. Det tyder på att de antingen utvecklades i isolering under pleistocen och att sedermera hybridisering fördunklar de genetiska skillnaderna, eller att den ursprungliga arten utvecklades mycket senare.

### Släktskap
Präriehönsen placerades tidigare tillsammans med järpar, orrar, ripor och tjädrar i den egna familjen skogshöns (Tetraonidae). Genetiska studier visar dock att de utgör en del av familjen Phasianidae. Där utgör de en klad närmast släkt med kalkoner (Meleagris) och dessa två tillsammans med koklassfasan (Pucrasia macrolopha). Präriehönsen står närmast järparna i Dendragapus.

## Status och hot
Internationella anturvårdsunionen IUCN kategoriserar arten som sårbar. Motiveringen är att arten minskat relativt kraftigt under en lång tid. Även om de flesta delpopulationer stabiliserats eller ökat i antal efter 1995 minskar de i nordöstra Texas och Oklahoma mycket kraftigt sedan 2001. Mindre präriehönans levnadsmiljöer fortsätter att hotas av torka och ianspråktagande av energiutvinning, både av fossila bränslen och vindkraft. Världspopulationen uppskattades 2007 till 20 000 till 40 000 par, de flesta i Kansas.